# Грибовка (Жуковський район)
Грибовка (рос. Грибовка) — присілок в Жуковському районі Калузької області Російської Федерації.
Населення становить 21 особу. Входить до складу муніципального утворення Село Високиничі.

## Історія
Від 2004 року входить до складу муніципального утворення Село Високиничі

## Населення
| 2002 | 2010 |
| ---- | ---- |
| 19   | ↗21  |